# جاك كيندال
جاك كيندال (بالإنجليزية: Jack Kendall)‏ (9 أكتوبر 1905 في المملكة المتحدة - 1 أكتوبر 1961) هو لاعب كرة قدم بريطاني (وحمل سابقاً جنسية المملكة المتحدة لبريطانيا العظمى وأيرلندا) في مركز حراسة المرمى. لعب مع بريستون نورث إيند وشيفيلد يونايتد ونادي إيفرتون ونادي بيتربورو يونايتد ولينكولن سيتي أف سي.

## وصلات خارجية
- جاك كيندال على موقع قاعدة بيانات كرة القدم.إي يو (الإنجليزية)